# Kentavious Caldwell-Pope
Kentavious Tannell Caldwell-Pope (Thomaston, Georgia, 18 de febrero de 1993) es un jugador de baloncesto estadounidense que pertenece a la plantilla de los Memphis Grizzlies de la NBA. Con 1,96 metros de altura, juega en la posición de escolta.

## Trayectoria deportiva

### Universidad
Tras haber participado en 2011 en el prestigioso McDonald's All-American Game, jugó durante dos temporadas con los Bulldogs de la Universidad de Georgia, en las que promedió 15,8 puntos, 6,1 rebotes y 1,5 asistencias por partido. En su última temporada fue elegido Jugador del Año de la Southeastern Conference e incluido en el mejor quinteto de la conferencia.

#### Estadísticas
| Año     | Equipo  | PJ | PT | MPP  | %TC  | %3P  | %TL  | RPP | APP | ROB | TPP | PPP  |
| ------- | ------- | -- | -- | ---- | ---- | ---- | ---- | --- | --- | --- | --- | ---- |
| 2011–12 | Georgia | 32 | 32 | 32.1 | .396 | .304 | .654 | 5.2 | 1.2 | 1.8 | .3  | 13.2 |
| 2012–13 | Georgia | 32 | 32 | 33.9 | .433 | .373 | .799 | 7.1 | 1.8 | 2.0 | .5  | 18.5 |
| Total   | Total   | 64 | 64 | 33.0 | .415 | .339 | .727 | 6.2 | 1.5 | 1.9 | .4  | 15.9 |

### Profesional

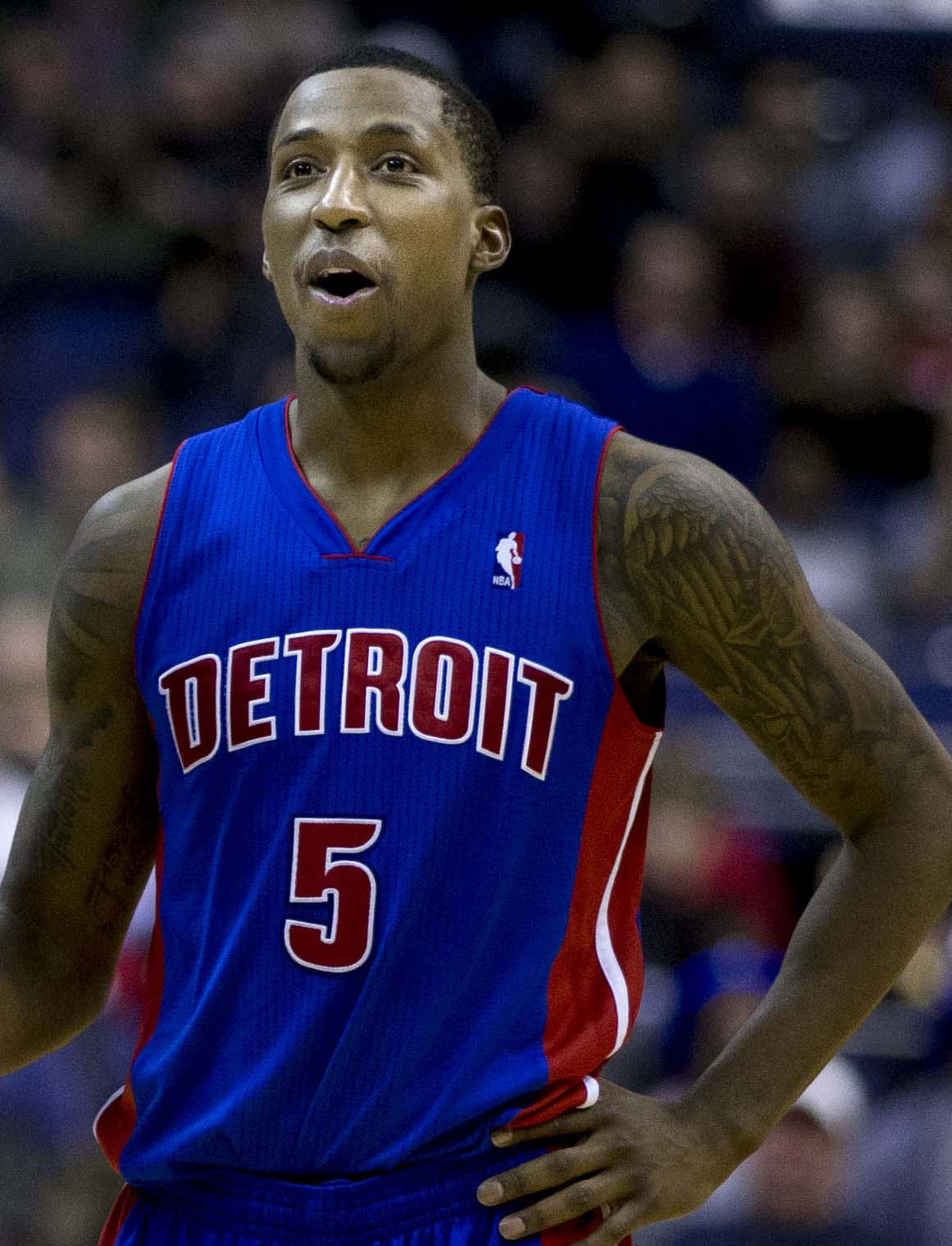
Caldwell-Pope con los Pistons en 2014.

#### Detroit (2013-2017)
Fue elegido en la octava posición del Draft de la NBA de 2013 por los Detroit Pistons, debutando ante los Washington Wizards en un partido en el que consiguió nueve puntos. El 16 de abril de 2014, anotó un récord personal de 30 puntos en una derrota por 111-112 ante los Oklahoma City Thunder.

#### Los Ángeles (2017-2021)
Después de cuatro años en Detroit, el 13 de julio de 2017, Caldwell-Pope firma un contrato de un año y $18 millones con Los Angeles Lakers.
Tras una buena temporada, en la que fue titular indiscutible, el 6 de julio de 2018, renueva su contrato por otro año y $12 millones.
El 11 de octubre de 2020 se proclama campeón de la NBA por primera vez en su carrera tras vencer a Miami Heat en la final de la NBA.

#### Washington (2021-2022)
El 29 de julio de 2021, durante la noche del draft de la NBA, se hace oficial su traspaso a Washington Wizards junto a Kyle Kuzma y Montrezl Harrell, a cambio de Russell Westbrook. El 11 de enero de 2022, en el descanso del encuentro ante Oklahoma City Thunder, Kentavious y su compañero de equipo Montrezl Harrell se vieron envueltos en un altercado físico de camino a los vestuarios, por el que tuvieron que ser separados.

#### Denver (2022-2024)
Tras una temporada en Washington, el 29 de junio de 2022 es traspasado, junto a Ish Smith a Denver Nuggets, a cambio de Monté Morris y Will Barton.
El 13 de julio de 2022 acuerda una extensión de contrato con los Nuggets por 2 años y $30 millones.
El 12 de junio de 2023 se proclama campeón de la NBA por segunda vez en su carrera tras vencer a Miami Heat en la final de la NBA.
En su segunda temporada fue también titular indiscutible en los 76 encuentros que disputó, promediando 10,1 puntos por encuentro.

#### Orlando (2024-2025)
Tras dos temporadas en Denver, el 30 de junio de 2024, firma como agente libre con Orlando Magic, por tres temporadas y $66 millones.

#### Memphis (2025-presente)
El 15 de junio de 2025 fue traspasado a los Memphis Grizzlies junto con Cole Anthony, cuatro selecciones de primera ronda sin protección y un intercambio de selecciones de primera ronda a cambio de Desmond Bane.

## Estadísticas de su carrera en la NBA
|  | Denota temporadas en las que fue Campeón de la NBA |

### Temporada regular
| Año     | Equipo      | PJ  | PT  | MPP  | %TC  | %3P  | %TL  | RPP | APP | ROB | TPP | PPP  |
| ------- | ----------- | --- | --- | ---- | ---- | ---- | ---- | --- | --- | --- | --- | ---- |
| 2013-14 | Detroit     | 80  | 41  | 19.8 | .396 | .319 | .770 | 2.0 | .7  | .9  | .2  | 5.9  |
| 2014-15 | Detroit     | 82  | 82  | 31.5 | .401 | .345 | .696 | 3.1 | 1.3 | 1.1 | .2  | 12.7 |
| 2015-16 | Detroit     | 76  | 76  | 36.7 | .420 | .309 | .811 | 3.7 | 1.8 | 1.4 | .2  | 14.5 |
| 2016-17 | Detroit     | 76  | 75  | 33.3 | .399 | .350 | .832 | 3.3 | 2.5 | 1.2 | .2  | 13.8 |
| 2017-18 | L.A. Lakers | 74  | 74  | 33.2 | .426 | .383 | .789 | 5.2 | 2.2 | 1.4 | .2  | 13.4 |
| 2018-19 | L.A. Lakers | 82  | 23  | 24.8 | .430 | .347 | .867 | 2.9 | 1.3 | .9  | .2  | 11.4 |
| 2019-20 | L.A. Lakers | 69  | 26  | 25.5 | .467 | .385 | .775 | 2.1 | 1.6 | .8  | .2  | 9.3  |
| 2020-21 | L.A. Lakers | 67  | 67  | 28.4 | .431 | .410 | .866 | 2.7 | 1.9 | .9  | .4  | 9.7  |
| 2021-22 | Washington  | 77  | 77  | 30.2 | .435 | .390 | .890 | 3.4 | 1.9 | 1.1 | .3  | 13.2 |
| 2022-23 | Denver      | 76  | 76  | 31.3 | .462 | .423 | .824 | 2.7 | 2.4 | 1.5 | .5  | 10.8 |
| 2023-24 | Denver      | 76  | 76  | 31.6 | .460 | .406 | .894 | 2.4 | 2.4 | 1.3 | .6  | 10.1 |
| 2024-25 | Orlando     | 77  | 77  | 29.6 | .439 | .342 | .863 | 2.2 | 1.8 | 1.3 | .4  | 8.7  |
| Total   | Total       | 912 | 770 | 29.6 | .428 | .367 | .822 | 3.0 | 1.8 | 1.2 | .3  | 11.2 |

### Playoffs
| Año   | Equipo      | PJ | PT | MPP  | %TC  | %3P  | %TL   | RPP | APP | ROB | TPP | PPP  |
| ----- | ----------- | -- | -- | ---- | ---- | ---- | ----- | --- | --- | --- | --- | ---- |
| 2016  | Detroit     | 4  | 4  | 40.3 | .440 | .444 | .714  | 4.3 | 2.8 | 1.8 | .3  | 15.3 |
| 2020  | L.A. Lakers | 21 | 21 | 29.0 | .418 | .378 | .815  | 2.1 | 1.3 | 1.0 | .2  | 10.7 |
| 2021  | L.A. Lakers | 5  | 5  | 29.2 | .379 | .211 | 1.000 | 2.8 | 1.0 | 1.0 | .0  | 6.2  |
| 2023  | Denver      | 20 | 20 | 33.5 | .457 | .380 | .829  | 3.3 | 1.6 | 1.3 | .7  | 10.6 |
| 2024  | Denver      | 12 | 12 | 35.0 | .395 | .327 | 1.000 | 2.9 | 2.6 | 1.4 | .4  | 8.1  |
| 2025  | Orlando     | 5  | 5  | 32.6 | .267 | .261 | .750  | 3.0 | 1.8 | 1.4 | .6  | 5.0  |
| Total | Total       | 67 | 67 | 32.4 | .418 | .358 | .843  | 2.8 | 1.7 | 1.2 | .4  | 9.7  |

## Vida personal
En junio de 2016, contrajo matrimonio con McKenzie Redmon.
La pareja tiene cinco hijos (Kenzo, Kentavious Jr., Kendrix, Kendall Raquel y Knowledge).

### Detención
El 29 de marzo de 2017 fue detenido por la policía en Auburn Hills, por conducir a más velocidad de la permitida y bajo los efectos del alcohol. Como resultado fue condenado a 12 meses de libertad condicional, pero, durante ese periodo, no se sometió a las pruebas obligatorias de alcohol y drogas que forman parte del acuerdo de la libertad condicional, por lo que fue nuevamente condenado a pasar 25 días en el Centro de Detención del Departamento de Policía de Seal Beach, en el condado de Orange, California. Por suerte para él, se le permitió asistir a los entrenamientos del equipo y a los partidos en casa en el marco de un programa de permiso de trabajo. Fuera de las instalaciones, se le obligó a llevar un monitor de localización en el tobillo. Esto le convirtió en la comidilla de la ciudad, ya que jugó algunos partidos con los Lakers con una tobillera electrónica. Además fue suspendido dos encuentros por el incidente, por lo que no disputó los dos primeros encuentros de la temporada 2017-18.